# Trapelia
Genre
Trapelia est un genre de lichens de la famille des Trapeliaceae.

## Synonymes
- Discocera A.L.Sm. & Ramsb. (1918)
- Trapelina Motyka (1996)

## Liste des espèces
- Trapelia antarctica Ertz, Aptroot, G.Thor & Øvstedal (2014)
- Trapelia atrocarpa Elix & P.M.McCarthy (2020)[3]
- Trapelia calvariana Kantvilas & Lumbsch (2014)[4]
- Trapelia coarctata (Turner) M.Choisy (1932)
- Trapelia collaris Orange (2018)
- Trapelia concentrica Elix & P.M.McCarthy (2019)
- Trapelia coreana S.Y.Kondr., Lőkös & Hur (2016)
- Trapelia corticola Coppins & P.James (1984)
- Trapelia crystallifera Kantvilas & Elix (2007)
- Trapelia elacista (Ach.) Orange (2018)
- Trapelia glebulosa (Sm.) J.R.Laundon (2005)
- Trapelia herteliana Fryday (2004)
- Trapelia involuta (Taylor) Hertel (1973)
- Trapelia lilacea Kantvilas & Elix (2007)
- Trapelia macrospora Fryday (2004)
- Trapelia obtegens (Th.Fr.) Hertel (1970)
- Trapelia placodioides Coppins & P.James (1984)
- Trapelia rubra Aptroot & Schumm (2012)
- Trapelia sitiens Orange (2018)
- Trapelia stipitata Brodo & Lendemer (2015)
- Trapelia thieleana Kantvilas, Lumbsch & Elix (2014)[4]
- Trapelia tristis Orange (2018)